# Оман дивиноподібний
Оман дивиноподібний, оман дивиновидний (Inula thapsoides) — вид рослин із родини айстрових (Asteraceae).

## Біоморфологічна характеристика
Багаторічна рослина 30–80 см. Стебло крилате. Нижні листки видовжено-ланцетні, на ніжках; верхні — яйцюваті чи еліптичні, сидячі, широкою основою збігають на стебло. Кошики 10–12 мм у діаметрі, скучені по 5–15 у густому щитку. Крайові язичкові та внутрішні трубчасті квітки жовті. Квітне у червні — липні

## Середовище проживання
Зростає у Євразії (Україна (Крим), Північний Кавказ, Грузія, Туреччина (Анатолія), Іран, пн.-сх. Ірак).
В Україні вид зростає у гірських тінистих лісах — у південному Криму (Ялта), рідко.